# Syrine Balti
Syrine Balti-Ebondo (ur. 31 października 1983 w Tunisie) – tunezyjska lekkoatletka, tyczkarka.

## Osiągnięcia
- złoto mistrzostw Afryki juniorów (Tunis 1999)
- 7 złotych medali mistrzostw Afryki
- 6. (Madryt 2002) i 7. (Ateny 2006) miejsca podczas pucharu świata; 7. lokata podczas pucharu interkontynentalnego (Marrakesz 2014)
- srebrny medal igrzysk frankofońskich (Niamey 2005)
- brązowy medal igrzysk frankofońskich (Nicea 2013)
- złoty medal igrzysk afrykańskich (Brazzaville 2015)
- brąz igrzysk solidarności islamskiej (Baku 2017)
- wielokrotna mistrzyni[1] i rekordzistka kraju

## Rekordy życiowe
- skok o tyczce (stadion) – 4,21 (2006)
- skok o tyczce (hala) – 4,23 (2014) rekord Tunezji